# Explanada de España

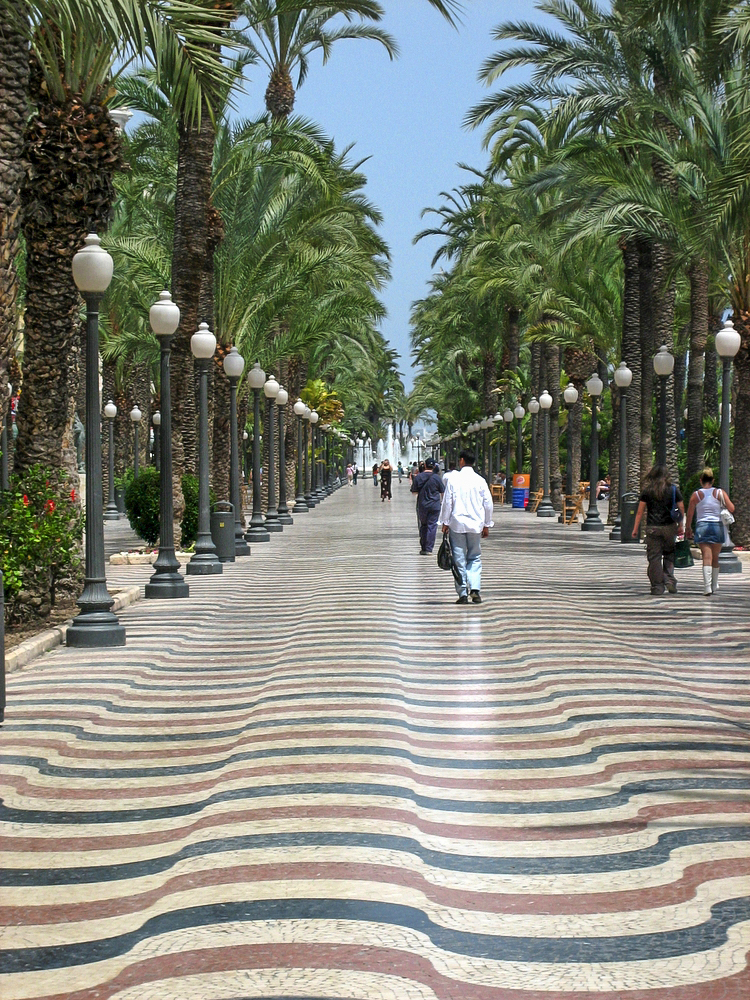
Promenada Explanada de España

Explanada de España, znana również pod nazwą Paseo de la Explanada – szeroka promenada o długości ponad 500 metrów w Alicante w Hiszpanii biegnąca równolegle wzdłuż mariny i w pobliżu portu. Swój początek bierze w Puerta del Mar i ciągnie się do Parque de Canalejas. Deptak pokryty jest marmurową mozaiką ułożoną w faliste kształty koloru czerwonego, czarnego i kremowego.
Historia promenady w Alicante sięga XIX wieku, kiedy to teren zmienił charakter z czysto portowego na rekreacyjny. Początkowo miejsce to nazywane było Paseo de Olalde od nazwiska od nazwiska polityka. W 1868 roku Paseo de los Mártires de la Libertad (dosł. Promenada Męczenników Wolności) ku pamięci 4 powstańców rozstrzelanych w 1844 roku. Charakterystyczna marmurowa mozaika została położona 1959 roku.